# 許亨植
許 亨植（ホ・ヒョンシク、허형식、1903年-1942年8月3日）は北満州で活動した抗日パルチザンの指導者。本名は許克、別名は李熙山。

## 経歴
1909年、慶尚北道に生まれる。黒竜江省賓県に移住。1929年頃にはハルビン近郊で暮らしていた。
1930年、中国共産党に入党。珠河、賓県で反帝反封建闘争を指導。満州事変後、哈東反日会を組織し、総会長となる。1933年、湯原農民起義に関わり、湯原反日遊撃隊が成立した。1934年6月、遊撃隊は拡充され、東北反日遊撃隊哈東支隊となり、第1縦隊縦隊長に就任。
1935年1月、東北人民革命軍第3軍に改編され、第3師政治部主任、第1師第3団政治委員、第3団団長を歴任。
1936年8月、東北抗日連軍第3軍に改編され、第3師政治部主任、第1師政治部主任、第1師師長を歴任。
1937年1月、東北抗日連軍第9軍政治部主任。
1938年6月東北抗日連軍第3軍新編第3師師長。同年冬、東北抗日連軍第3軍軍長。西征に参加し、1939年1月には龍南指揮部指揮を兼任。同年5月、東北抗日連軍第3路軍総参謀長兼第3軍軍長。
1940年、第3路軍幹部の李兆麟、馮仲雲、金策などが入ソした後もソ連には行かず、第3路軍系のパルチザンを指揮した。同年6月、第12支隊政治委員兼任。
1942年8月2日、護衛兵数名を連れて遊撃隊の指導に赴いた帰路、北安省慶城風嶺で日本軍と遭遇し銃撃戦となった。足に銃弾を受けて歩行困難な状況になると、部下に本隊に帰るよう指示し、許は残って部下の退去を掩護して射撃を続けた。部下の退去を見届けた後、銃弾を浴びて戦死した。

## 参考
- 军事科学院军事图书馆 編『中国人民解放军组织沿革和各级领导成员名录』军事科学出版社、1990年。ISBN 7-80021-271-8。
- 王健英『中国紅軍人物志』広東人民出版社、2000年。ISBN 7-218-03199-4。
- 金賛汀『北朝鮮建国神話の崩壊 金日成と「特別狙撃旅団」』筑摩書房、2012年。ISBN 978-4-480-01542-6。